# Багатопотокові передачі
Багатопотокові передачі — будь-яка передача, у якій є розділення силового потоку.
Наприклад, поділ потоків має місце в шевронній передачі. Також поділ на окремі силові потоки використовують у планетарних передачах. У клинопасових передачах момент на ведений шків передається декількома паралельно працюючими клиновими ременями.
Багатопотокова передача потужності має на меті зменшення навантаження на одну передаючу ланку з метою збільшення її надійності, отримання більш компактних передач. Разом із цим різнорозмірність паралельно працюючих ланок внаслідок похибок виготовлення і їх деформацій призводить до нерівномірного розподілу навантаження на ланки. Завдання розробника полягає в тому, щоб знайти економічно доцільні рішення, що знижують цю нерівномірність.
У деяких випадках багатопотокові передачі використовуються для задоволення спеціальних вимог передачі обертання від декількох джерел на один ведений вал, і навпаки — від одного ведучого вала на кілька ведених.